# Ганс Готтер
Ганс Готтер (нім. Hans Hotter; 19 січня 1909, Оффенбах — 6 грудня 2003, Мюнхен) — німецький оперний і камерний співак (бас-баритон), оперний режисер, педагог та професор Віденської музичної академії.
Один з видатних виконавців партій в операх Ріхарда Вагнера та камерної вокальної музики німецьких композиторів.

## Біографія
Вивчав філософію і церковну музику в Мюнхені, навчався співу у відомого тенора Маттіаса Ремера. Перший виступ відбувся в Мюнхені в 1929 році. 1930 року відбувся оперний дебют співака в Троппау (нині Опава) (в партії Оратора в «Чарівній флейті» Моцарта). У 1932—1934 роках виступав в Празі, в 1934—1938 — в Гамбурзькій опері (тут він брав участь у прем'єрі опери Вінфріда Цілліга «Жертва»), з 1939 — у Віденській опері.
З 1937 року став членом трупи Мюнхенської  опери. Брав участь в прем'єрах опер Ріхарда Штрауса «День миру» (24 липня 1938 року, партія Коменданта) і «Капричіо» (28 жовтня 1942 року, партія Олів'є). Передбачалася і його участь в прем'єрі опери «Любов Данаї», але через війну прем'єра була відкладена і згодом здійснена з іншим складом виконавців. У 1941 році дебютував як виконавець пісенного репертуару, виконавши цикл Шуберта «Зимовий шлях».
З 1939 року гастролював в Парижі, з 1940 — в Мілані, з 1947 регулярно виступав в Лондоні, з 1949 — в Буенос-Айресі, в 1950 — 1954 — в Нью-Йорку. Брав участь в Зальцбурзькому і Единбурзькому фестивалі. Вершиною кар'єри співака стали регулярні виступи на вагнерівському фестивалі в Байройті (1952-1966).
У 1971 році брав участь у прем'єрі опери Ґотфріда фон Ейнема «Візит старої дами» у Віденській державній опері.
У 1972 році офіційно закінчив оперну кар'єру, але ще довго виступав у невеликих ролях і продовжував виконувати пісні. Працював як оперний режисер в Лондоні, Відні, Мюнхені, Цюриху та Гамбурзі. Займався викладацькою діяльністю (з 1977 року — професор Віденської музичної академії).
Введено в Зал слави журналу Gramophone.

## Репертуар
Ганса Готтера відрізняв голос, що поєднував яскравість баритона і міць баса, бездоганна дикція, увагу до тексту і неабияке акторське обдарування. Його репертуар включав близько 120 партій в операх різних композиторів (Вольфганга Амадея Моцарта, Ріхарда Штрауса, Джузеппе Верді, Людвіга ван Бетовена, Модеста Мусоргського, Альбана Берга і т. д.). Особливу славу йому принесло виконання вагнерівських ролей (він співав чи не всі вагнерівські партії, які підходять для його голосу), і, передусім, Вотана в «Перстні Нібелунгів». Але сам Готтер особливо цінував пісні та духовну музику. Його записи пісень Шуберта (зокрема кілька записів «Зимового шляху»), Брамса, Шумана, Льове, Вольфа, Штрауса свідчать про видатне дарування. Особливо слід відзначити його виконання 82-ї кантати Баха.
Співпрацював з багатьма видатними диригентами, такими як Ганс Кнаппертсбуш, Герберт фон Караян, Карл Бем, Клеменс Краус, Георг Шолті, Отто Клемперер та ін.